# Vaals
Vaals ( udtale ?; Limburgsk: Vols ) er en kommune og en by, beliggende i den sydlige provins Limburg i Nederlandene. Kommunens areal er på 23,90 km², og indbyggertallet er på 9.599 pr. 1. april 2016. Kommunen grænser op til Aachen, Gulpen-Wittem og Kelmis.

## Kernerne
Vaals Kommunen består af følgende landsbyer og bebyggelser: Vaals, Vijlen, Lemiers, Holset, Rott, Melleschet, Raren, Cottessen, Mamelis, Camerig, Harles og Wolfhaag.

### Vaals' attraktioner
- Vaalserberg er det højeste punkt i Nederlandene. Hældningen fra Vaals er i gennemsnit 5%, med en stejlere strækning på 9%. På den Belgiske side, er en nedstigning mod Gemmenich med smukke hårnåle. I nedstigning ses jernbanen mellem København og Aachen, der kører gennem Gemmenichertunnel af vaalserberg-bjerget. Denne tunnel blev i Første Verdenskrig gravet af russiske krigsfanger.
- På toppen af vaalserberg er den velkendte Drielandenpunt (Trelandepunkt). På denne geografiske punkt, blot et par snese meter væk fra det højeste punkt af den nederlandske fastlandet, mødes grænserne for Nederlandene, Belgien og Tyskland. De tre grænsepæle er på nederlandsk jordområde (den såkaldte "turistiske Drielandenpunt"); "den virkelige Drielandenpunt" ligger omkring 30 meter mod syd og består af en 8-kantede sten grænsepæl; grænsepæl 193. Grænsepælen har endnu et andet nummer, 1032, fordi det også er den sidste sten på grænsen mellem Belgien og Tyskland. Ved trelandepunktet står "Wilhelminatoren", "Koning Boudewijntoren" og Labyrint Drielandenpunt.
- I kommunen Vaals, er der flere krigsmindesmærker.

## Galleri
- Landsbybilledet Raren
- Landsbybilledet Camerig
- Landsbybilledet Lemiers
- Landsbybilledet Mamelis

- Skt.-Pauluskerk, Vaals
- Catharinakapel, Lemiers
- Sognekirke, Holset
- Abbey af Mamelis

- Vaalsbroek Slot
- Bloemendal Slot
- Munnikenhof, Vijlen
- Panhuis, Holset